# Снежна коза
Снежната коза (Oreamnos americanus) е вид бозайник от семейство Кухороги (Bovidae), единствен представител на род Oreamnos.

## Разпространение и местообитание
Разпространен е в Канада и САЩ.